# Các tỉnh Ấn Độ thuộc Anh

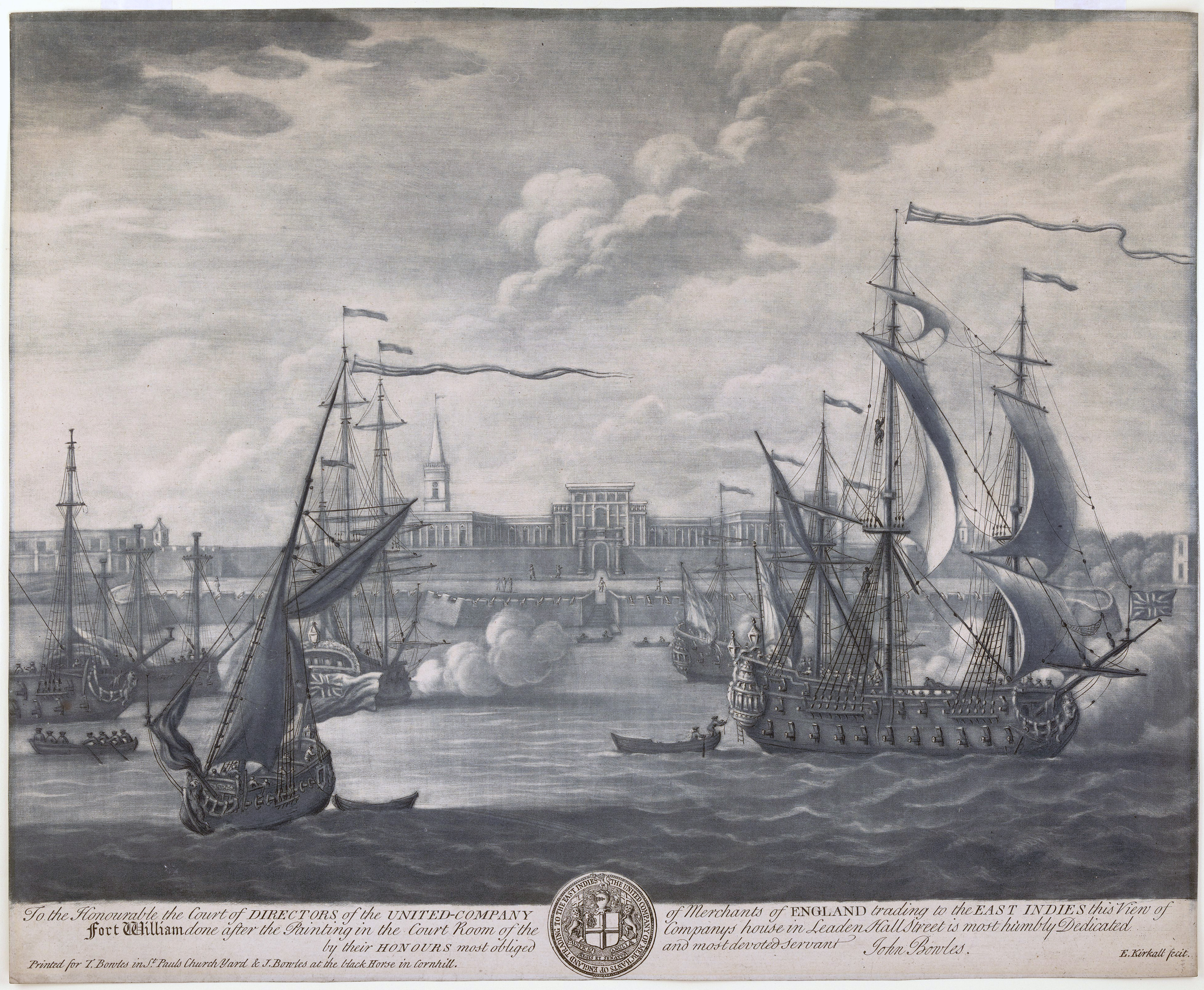
Một bức khắc mezzotint của Fort William, Calcutta, thủ phủ Xứ chủ quản Bengal ở Ấn Độ thuộc Anh năm 1735.

Các tỉnh Ấn Độ thuộc Anh, trước đó là các xứ chủ quản (presidencies) Ấn Độ thuộc Anh, và trước đó nữa là các thị trấn chủ quản (presidency towns). Đây là các đơn vị hành chính của Anh cai trị trên tiểu lục địa Ấn Độ. Những khu vực này, được gọi chung là "Ấn Độ thuộc Anh", tồn tại dưới nhiều hình thức khác nhau từ năm 1612 đến 1947, và thường được chia thành ba giai đoạn lịch sử:
- Giai đoạn từ 1612 đến 1757: Công ty Đông Ấn Anh thiết lập các "factories" (các trạm buôn bán) tại nhiều địa điểm, chủ yếu ở vùng ven biển Ấn Độ, với sự đồng ý từ các hoàng đế Đế quốc Mughal, Đế quốc Maratha, hoặc các lãnh chúa địa phương. Đối thủ của họ là các công ty buôn bán của Bồ Đào Nha, Đan Mạch, Hà Lan và Pháp. Đến giữa thế kỷ 18, ba thị trấn chủ quản gồm Madras, Bombay, và Calcutta đã phát triển đáng kể về quy mô.
- Giai đoạn cai trị của Công ty Đông Ấn Anh (1757–1858): Công ty dần dần giành được lãnh thổ với các vùng rộng lớn ở Ấn Độ, gọi là các "Presidency" (xứ chủ quản). Tuy nhiên, họ cũng ngày càng bị giám sát bởi chính phủ Anh, thực tế là chia sẻ quyền chủ quyền với Quân chủ Anh. Đồng thời, công ty cũng dần mất đi các đặc quyền thương mại của mình.
- Giai đoạn dưới sự cai trị của Quân chủ Anh (1858–1947): Sau Cuộc nổi dậy Ấn Độ năm 1857, các quyền lực còn lại của công ty được chuyển giao cho Quân chủ. Dưới thời kỳ Raj thuộc Anh (British Raj), ranh giới hành chính được mở rộng để bao gồm các vùng khác do Anh cai trị như Thượng Miến Điện. Tuy nhiên, các xứ chủ quản trở nên cồng kềnh và dần dần được chia nhỏ thành các "tỉnh" (provinces).

"Ấn Độ thuộc Anh" không bao gồm các tiểu quốc (princely states) vẫn tiếp tục được cai trị bởi các hoàng thân Ấn Độ, mặc dù từ thế kỷ 19 trở đi, họ chịu sự kiểm soát của Anh — với việc quốc phòng, ngoại giao, và thông tin liên lạc được giao cho chính quyền Anh và việc cai trị nội bộ được giám sát chặt chẽ. Vào thời điểm Ấn Độ giành được độc lập vào năm 1947, có 565 tiểu quốc, trong đó có một vài rất lớn nhưng phần lớn rất nhỏ. Các tiểu quốc này chiếm một phần tư dân số của British Raj và hai phần năm diện tích đất đai, với các tỉnh chiếm phần còn lại.

## Ấn Độ thuộc Anh
Vào năm 1608, chính quyền Mughal cho phép Công ty Đông Ấn Anh (English East India Company) thành lập một khu định cư thương mại nhỏ tại Surat, nơi trở thành trụ sở đầu tiên của công ty. Sau đó, công ty thành lập một "factories" (trạm buôn bán) lâu dài tại Machilipatnam trên bờ biển Coromandel vào năm 1611, và gia nhập vào thương mại ở Bengal vào năm 1612, cùng với các công ty thương mại châu Âu khác.
Tuy nhiên Đế quốc Mughal bắt đầu suy yếu từ năm 1707 do sự nổi lên của Đế quốc Maratha và các cuộc xâm lược từ Ba Tư (1739) và Afghanistan (1761). Sau chiến thắng của Công ty Đông Ấn trong trận Plassey (1757) và trận Buxar (1764), công ty bắt đầu mở rộng lãnh thổ của mình tại Ấn Độ, đặc biệt là sau khi chính quyền địa phương (Nizamat) ở Bengal bị bãi bỏ vào năm 1793.
Sau Cuộc nổi dậy Ấn Độ năm 1857, sự cai trị của Công ty Đông Ấn chấm dứt với Đạo luật Chính phủ Ấn Độ năm 1858. Từ đó, Ấn Độ thuộc Anh được cai trị trực tiếp như một thuộc địa của Vương quốc Anh và được gọi là Đế quốc Ấn Độ từ năm 1876. Ấn Độ thuộc Anh bao gồm các khu vực được quản lý trực tiếp bởi người Anh và các tiểu quốc được cai trị bởi các vua chúa địa phương dưới sự bảo hộ của Anh.
Từ năm 1824, một phần nhỏ của Miến Điện đã trở thành một phần của Ấn Độ thuộc Anh và đến năm 1886, gần hai phần ba Miến Điện đã được sáp nhập vào. Tuy nhiên, Miến Điện được tổ chức lại thành một thuộc địa riêng biệt vào năm 1937.
Ấn Độ thuộc Anh mở rộng từ biên giới Ba Tư (Iran) ở phía tây, Afghanistan ở phía tây bắc, Nepal ở phía bắc, Tây Tạng ở phía đông bắc, và bao gồm các khu vực như Ceylon (nay là Sri Lanka) và Maldives. Tại thời kỳ cực thịnh, lãnh thổ của Ấn Độ thuộc Anh bao phủ một khu vực rộng lớn từ phía tây sang phía đông, và bao gồm cả tỉnh Aden trên bán đảo Ả Rập.
Độc lập khỏi sự cai trị của Anh được đạt được vào năm 1947 với sự hình thành hai quốc gia: Ấn Độ và Pakistan, trong đó Pakistan bao gồm Đông Bengal (nay là Bangladesh).

## Ấn Độ thuộc Công ty (1793–1858)
Công ty Đông Ấn Anh, được thành lập vào ngày 31 tháng 12 năm 1600, đã thiết lập mối quan hệ thương mại với các nhà cai trị Ấn Độ ở Masulipatam trên bờ biển phía đông vào năm 1611 và ở Surat trên bờ biển phía tây vào năm 1612. Công ty đã thuê một trạm buôn bán nhỏ ở Madras vào năm 1639. Bombay, được Bồ Đào Nha nhượng lại cho Vương quốc Anh như một phần của hồi môn trong cuộc hôn nhân của Catherine xứ Braganza năm 1661, sau đó được giao cho Công ty Đông Ấn Anh quản lý thay mặt cho Quân chủ.
Trong khi đó, ở miền đông Ấn Độ, sau khi nhận được sự cho phép từ Hoàng đế Mughal Shah Jahan để buôn bán với Bengal, công ty đã thành lập nhà máy đầu tiên tại Hoogly vào năm 1640. Gần nửa thế kỷ sau, sau khi Hoàng đế Mughal Aurangzeb buộc công ty rời khỏi Hoogly vì trốn thuế, Job Charnock đã thuê ba ngôi làng nhỏ, sau này được đổi tên thành Calcutta vào năm 1686, biến nơi đây thành trụ sở mới của công ty. Đến giữa thế kỷ 18, ba khu định cư thương mại chính, bao gồm các nhà máy và pháo đài, được gọi là Xứ chủ quản Madras (hoặc Presidency của Fort St. George), Xứ chủ quản Bombay và Xứ chủ quản Bengal (hoặc Xứ chủ quản của Fort William)—mỗi nơi đều do một thống đốc quản lý.

### Các xứ chủ quản

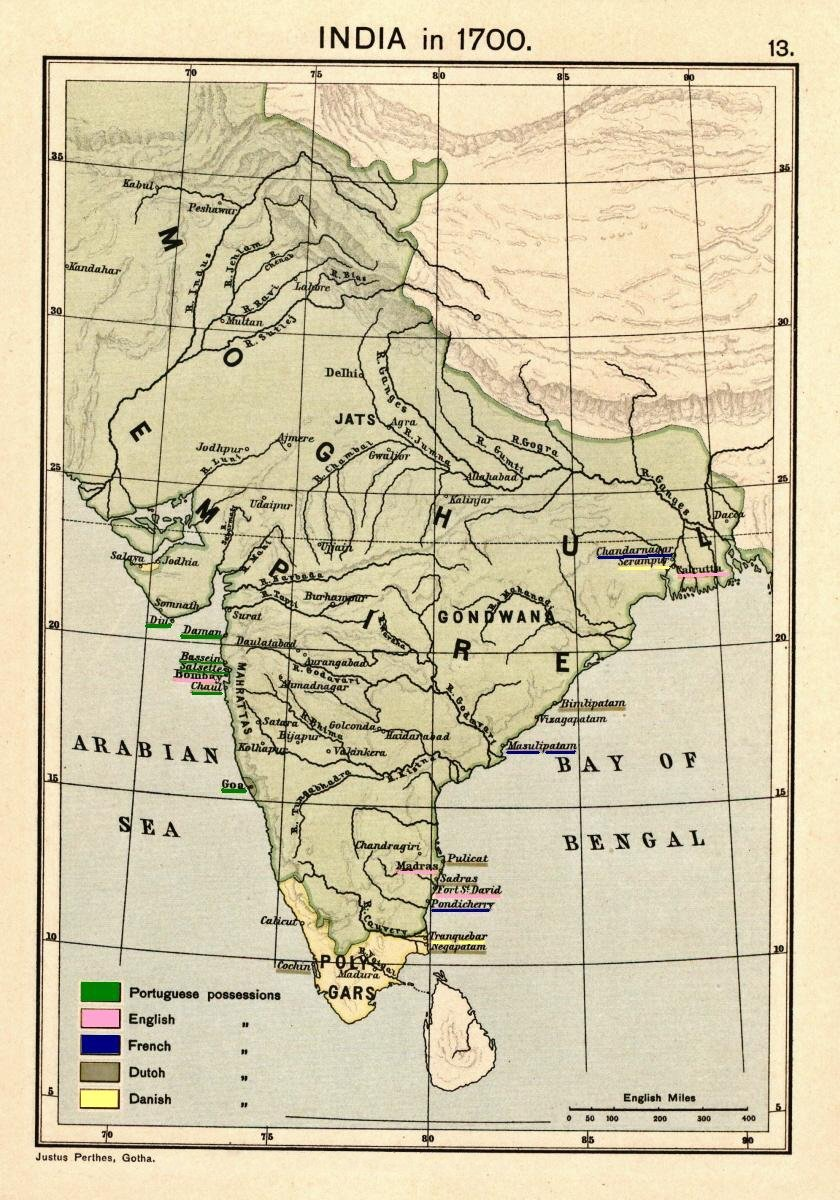
Bán đảo Ấn Độ vào năm 1700, cho thấy Đế chế Mughal và các khu định cư thương mại của châu Âu.
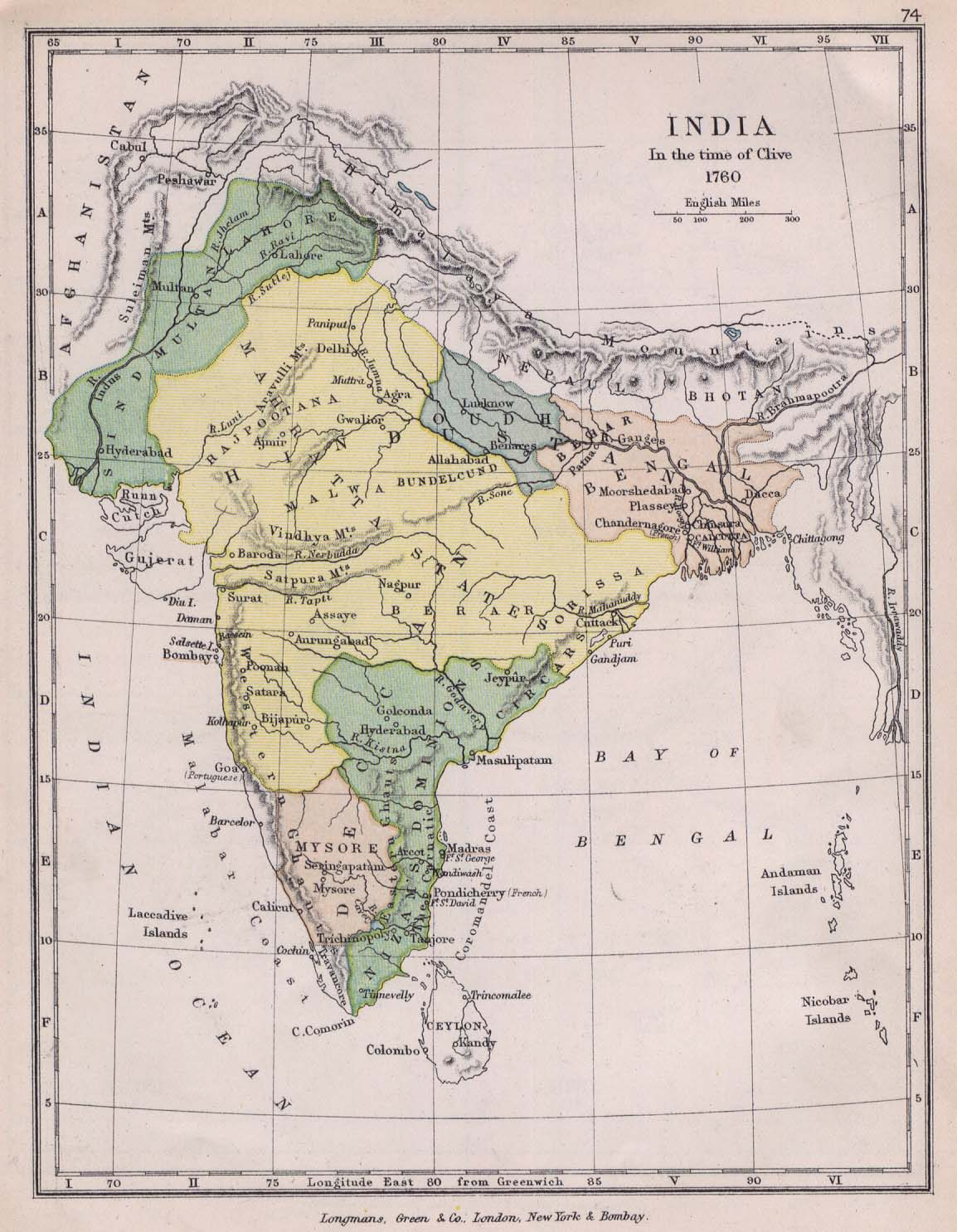
Bán đảo Ấn Độ vào năm 1760, ba năm sau Trận Plassey, cho thấy Đế chế Maratha và các quốc gia chính trị nổi bật khác.
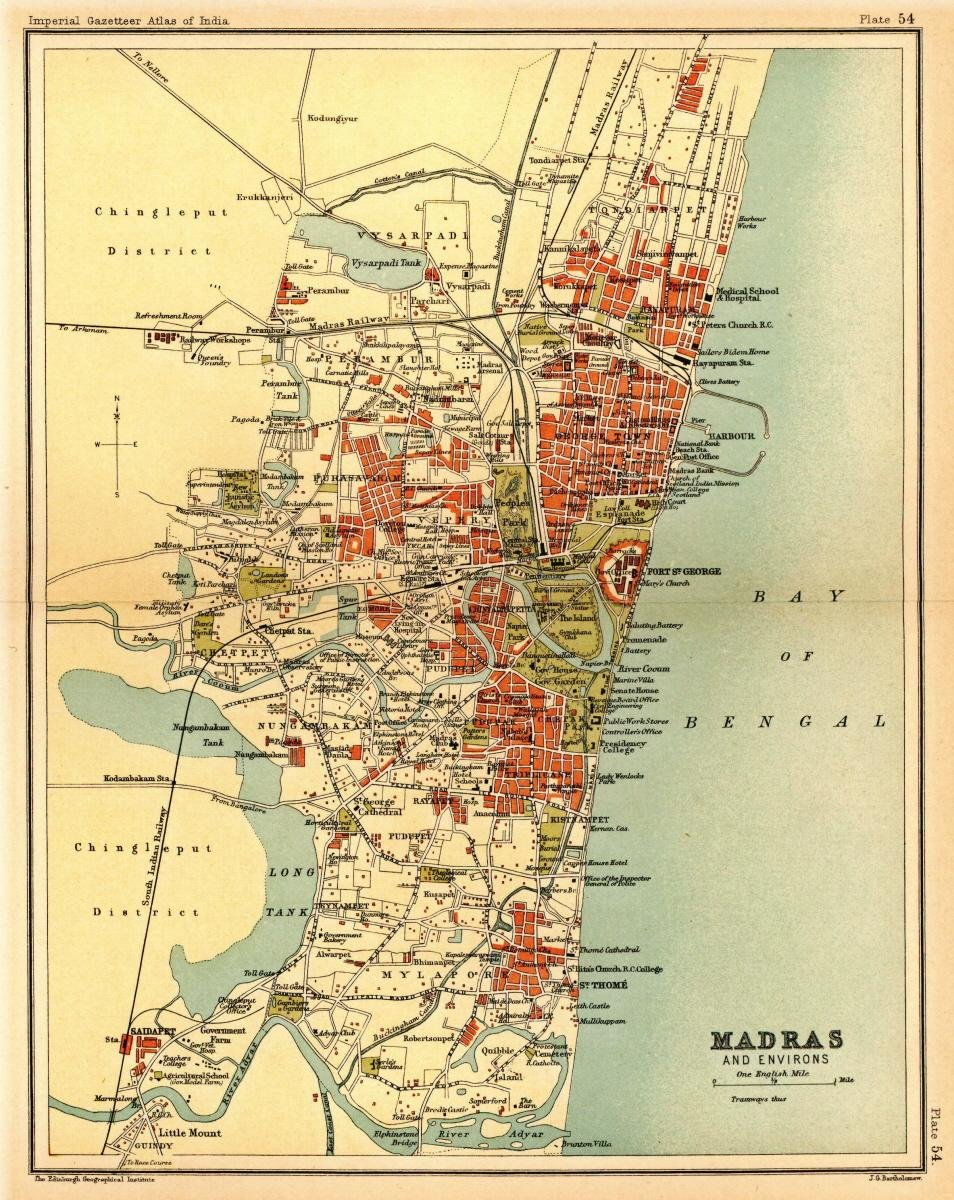
Thị trấn chủ quản của Madras trên bản đồ năm 1908. Madras được thành lập như là Fort St. George vào năm 1640.
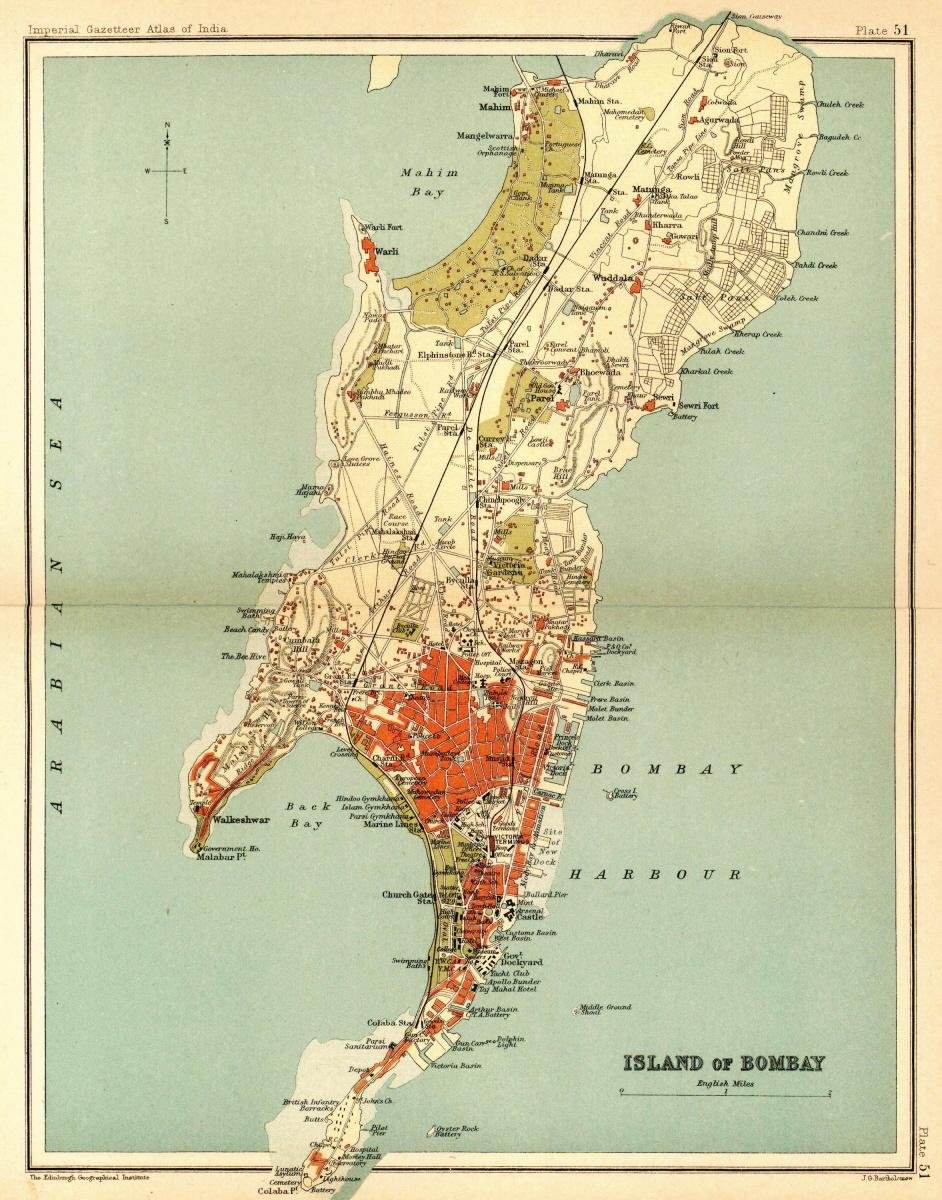
Thị trấn chủ quản của Bombay trên bản đồ năm 1908 được thành lập năm 1684.

- Xứ chủ quản Madras: thành lập năm 1640.
- Xứ chủ quản Bombay: Trụ sở của Công ty Đông Ấn Anh chuyển từ Surat sang Bombay (Mumbai) vào năm 1687.
- Xứ chủ quản Bengal: thành lập năm 1690.

Sau chiến thắng của Robert Clive trong trận Plassey năm 1757, chính phủ bù nhìn của một Nawab mới xứ Bengal được duy trì bởi Công ty Đông Ấn Anh. Tuy nhiên, sau cuộc xâm lược Bengal của Nawab xứ Oudh vào năm 1764 và thất bại của ông trong trận Buxar, Công ty đã giành được quyền Diwani của Bengal, bao gồm quyền quản lý và thu thuế đất đai ở Bengal, khu vực ngày nay là Bangladesh, Tây Bengal, Jharkhand và Bihar từ năm 1772 theo hiệp ước ký năm 1765. Đến năm 1773, Công ty đã giành được quyền Nizāmat của Bengal (quyền thực thi pháp quyền hình sự) và từ đó giành được toàn quyền hoàn toàn của Xứ chủ quản Bengal mở rộng.
Trong giai đoạn từ 1773 đến 1785, rất ít thay đổi diễn ra; chỉ có những ngoại lệ là việc bổ sung các lãnh thổ của Raja xứ Banares vào ranh giới phía tây Xứ chủ quản Bengal, và việc bổ sung đảo Salsette vào Xứ chủ quản Bombay.
Các phần của Vương quốc Mysore đã được sáp nhập vào Xứ chủ quản Madras sau khi Chiến tranh Anh-Mysore lần thứ ba kết thúc vào năm 1792. Tiếp theo, vào năm 1799, sau thất bại của Tipu Sultan trong Chiến tranh Anh-Mysore lần thứ tư, nhiều lãnh thổ hơn của ông đã bị sáp nhập vào Xứ chủ quản Madras. Năm 1801, Carnatic, vốn nằm dưới sự bảo hộ của công ty, bắt đầu được quản lý trực tiếp bởi công ty như một phần của Xứ chủ quản Madras.

Bản đồ Ấn Độ năm 1765.
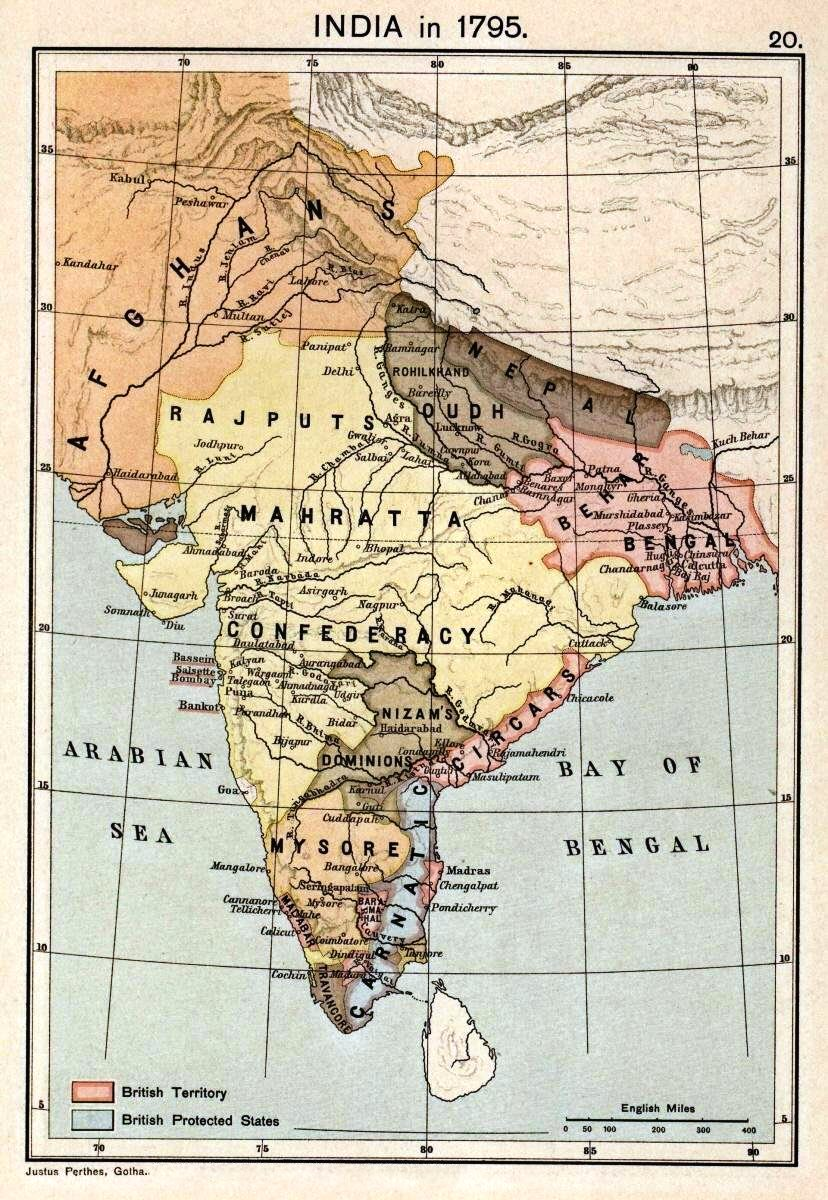
Bản đồ Ấn Độ năm 1795.
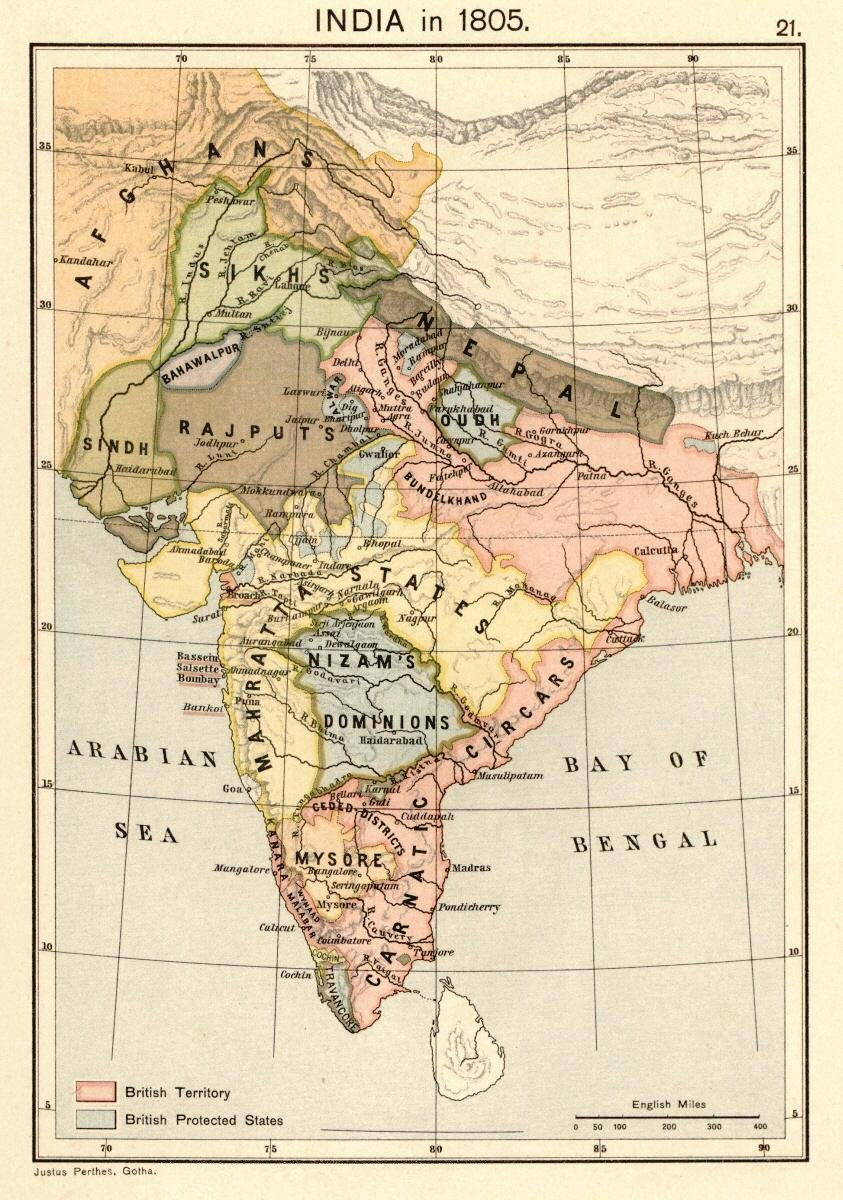
Bản đồ Ấn Độ năm 1805.
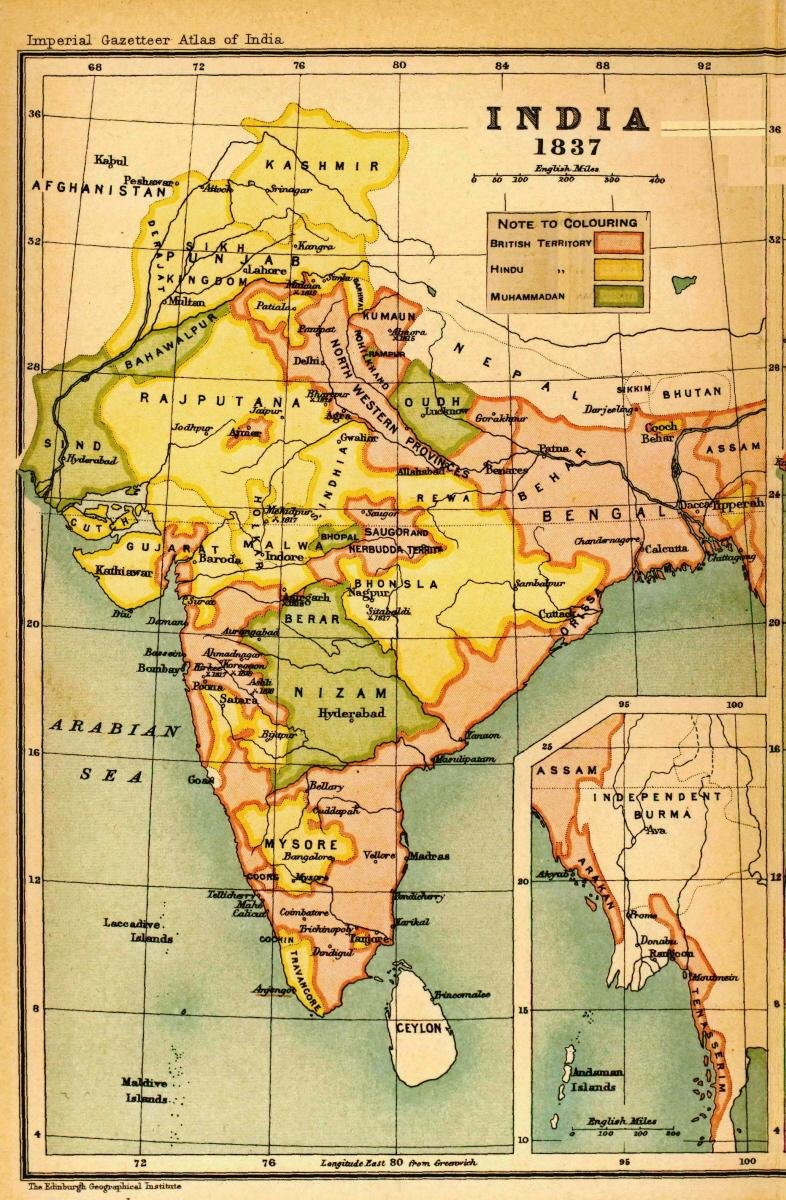
Bản đồ Ấn Độ năm 1837.
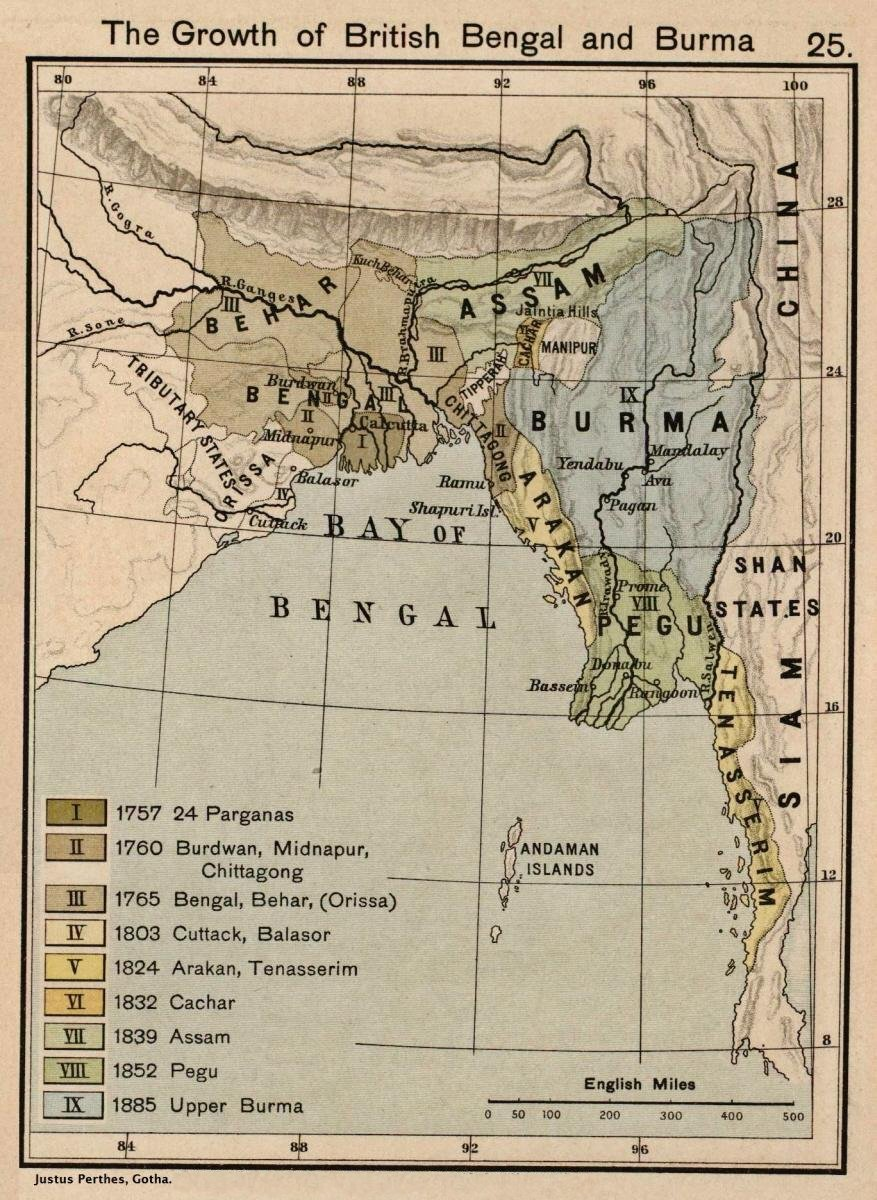
Sự mở rộng của Bengal và Miến Điện.

### Các tỉnh mới
Đến năm 1851, các lãnh thổ rộng lớn và ngày càng phát triển của Công ty Đông Ấn Anh trên toàn tiểu lục địa vẫn được chia thành bốn lãnh thổ chính:
- Xứ chủ quản Bengal với thủ phủ tại Calcutta.
- Xứ chủ quản Bombay với thủ phủ tại Bombay.
- Xứ chủ quản Madras với thủ phủ tại Madras.
- Các tỉnh Tây Bắc) với trụ sở của phó thống đốc đặt tại Agra. Trụ sở chính quyền ban đầu là tại Allahabad, sau đó chuyển đến Agra từ năm 1834 đến 1868. Năm 1833, một đạo luật Nghị viện Anh, Đạo luật Chính phủ Ấn Độ năm 1833 (3 & 4 Will. 4. c. 85) đã công bố việc nâng cấp Các tỉnh nhượng lại và chinh phục (Ceded and Conquered Provinces) thành Xứ chủ quản mới của Agra và bổ nhiệm một thống đốc mới cho tỉnh này, nhưng kế hoạch không bao giờ được thực hiện. Năm 1835, một đạo luật khác của Nghị viện, Đạo luật Ấn Độ (Các tỉnh Tây Bắc) năm 1835 (5 & 6 Will. 4. c. 52) đã đổi tên khu vực thành Các tỉnh Tây Bắc, lần này do một phó thống đốc quản lý, người đầu tiên là Sir Charles Metcalfe, được bổ nhiệm vào năm 1836.

Đến thời điểm Cuộc nổi dậy Ấn Độ năm 1857 và sự chấm dứt cai trị của Công ty Đông Ấn, các diễn biến có thể được tóm tắt như sau:
- Xứ chủ quản Bombay: mở rộng sau các cuộc Chiến tranh Anh-Maratha.
- Xứ chủ quản Madras: mở rộng vào giữa đến cuối thế kỷ 18 qua các cuộc Chiến tranh Carnatic và Chiến tranh Anh-Mysore.
- Xứ chủ quản Bengal: mở rộng sau các trận Plassey (1757) và Buxar (1764), và sau các cuộc Chiến tranh Anh-Maratha lần thứ hai và thứ ba.
- Penang: trở thành một đơn vị hành chính trong Xứ chủ quản Bengal năm 1786, thành tỉnh thứ tư của Ấn Độ vào năm 1805, sau đó là một phần Xứ chủ quản Các khu định cư Eo biển cho đến năm 1830, rồi lại trở thành một đơn vị hành chính trong Xứ chủ quản Bengal khi Các khu định cư Eo biển trở thành một đơn vị hành chính, và cuối cùng tách khỏi Ấn Độ thuộc Anh năm 1867.
- Các tỉnh nhượng lại và chinh phục: được thành lập năm 1802 trong Xứ chủ quản Bengal. Đề xuất đổi tên thành Xứ chủ quản Agra dưới sự quản lý của một thống đốc vào năm 1835 nhưng đề xuất không được thực hiện.
- Ajmer-Merwara: được nhượng lại bởi Sindhia xứ Gwalior năm 1818 sau khi kết thúc Chiến tranh Anh-Maratha lần thứ ba.
- Coorg: được sáp nhập vào năm 1834.
- Các tỉnh Tây Bắc: được thành lập năm 1836 do một phó thống đốc quản lý từ các Các tỉnh nhượng lại và chinh phục trước đây.
- Sind: được sáp nhập vào Xứ chủ quản Bombay năm 1843.
- Tỉnh Punjab: được thành lập năm 1849 từ các lãnh thổ chiếm được trong Chiến tranh Anh-Sikh lần thứ nhất và thứ hai.
- Tỉnh Nagpur: được thành lập năm 1853 từ tiểu bang Nagpur, bị chiếm đoạt theo học thuyết suy thoái (doctrine of lapse). Được sáp nhập vào Tỉnh Trung tâm năm 1861.
- Tiểu bang Oudh: được sáp nhập vào năm 1856 và sau đó được quản lý cho đến năm 1905 như một tỉnh do Thủ hiến đứng đầu, là một phần của Các tỉnh Tây Bắc và Oudh.

## Ấn Độ thuộc Quân chủ Anh (1858–1947)

### Bối cảnh lịch sử
British Raj bắt đầu với ý tưởng các xứ chủ quản (presidencies) như là trung tâm của chính quyền. Cho đến năm 1834, khi một Hội đồng lập pháp chung được thành lập, mỗi xứ chủ quản dưới sự quản lý của thống đốc và hội đồng của mình có quyền ban hành một bộ luật gọi là 'quy định' cho chính quyền của mình. Do đó, bất kỳ lãnh thổ hoặc tỉnh nào được sáp nhập thông qua chinh phục hoặc hiệp ước vào một xứ chủ quản đều phải tuân theo các quy định hiện hành của xứ chủ quản tương ứng. Tuy nhiên, đối với các tỉnh đã được chiếm nhưng không sáp nhập vào bất kỳ xứ chủ quản nào trong ba xứ, nhân viên chính thức các tỉnh này có thể được chỉ định theo ý muốn từ Toàn quyền, và không bị quản lý bởi các quy định hiện hành từ Bengal, Madras, hoặc Bombay. Những tỉnh này được gọi là 'tỉnh không theo quy định' và cho đến năm 1833 không có quy định nào về quyền lập pháp ở những nơi này. Các tỉnh không theo quy định bao gồm:
- Tỉnh Ajmer (Ajmer-Merwara)
- Tiểu bang Cis-Sutlej
- Lãnh thổ Saugor và Nerbudda
- Biên giới Đông Bắc (Assam)
- Cooch Behar
- Biên giới Tây Nam (Chota Nagpur)
- Tiểu bang Jhansi
- Tỉnh Kumaon

### Các tỉnh theo quy định
- Tỉnh Trung tâm: Được thành lập vào năm 1861 từ tỉnh Nagpur và các lãnh thổ Saugor và Nerbudda. Berar được sáp nhập vào tỉnh vào năm 1903, và được đổi tên thành Tỉnh Trung tâm và Berar vào năm 1936.
- Miến Điện: Hạ Miến được sáp nhập năm 1852, thiết lập thành tỉnh vào năm 1862, và Thượng Burma được hợp nhất vào năm 1886. Tách khỏi Ấn Độ thuộc Anh vào năm 1937 để trở thành thuộc địa riêng biệt do Văn phòng Chính phủ Anh tại Miến Điện quản lý.
- Assam: Tách ra khỏi Bengal vào năm 1874 như là tỉnh không theo quy định Biên giới Đông Bắc. Được hợp nhất vào tỉnh mới Đông Bengal và Assam vào năm 1905. Được tái thiết lập thành tỉnh vào năm 1912.
- Quần đảo Andaman và Nicobar: Được thiết lập thành tỉnh vào năm 1875.
- Baluchistan: Được tổ chức thành tỉnh vào năm 1887.
- Tỉnh Biên giới Tây Bắc: Được thành lập vào năm 1901 từ các huyện phía tây bắc của Tỉnh Punjab.
- Đông Bengal và Assam: Được thành lập vào năm 1905 khi Bengal bị phân chia, cùng với tỉnh Assam trước đây. Được hợp nhất trở lại với Bengal vào năm 1912, với phần đông bắc được tái thiết lập thành tỉnh Assam.
- Bihar và Orissa: Tách ra khỏi Bengal vào năm 1912. Đổi tên thành Bihar vào năm 1936 khi Orissa trở thành một tỉnh riêng biệt.
- Delhi: Tách ra khỏi Punjab vào năm 1912, trở thành thủ đô của Ấn Độ thuộc Anh.
- Orissa: Trở thành tỉnh riêng biệt bằng cách tách ra một số khu vực từ tỉnh Bihar-Orissa và tỉnh Madras vào năm 1936.
- Sind: Tách ra khỏi Bombay vào năm 1936.
- Panth-Piploda: Được thành lập thành tỉnh vào năm 1942, từ các lãnh thổ được nhượng lại bởi một nhà cai trị bản địa.

### Các tỉnh chính
Vào đầu thế kỷ 20, Ấn Độ thuộc Anh bao gồm tám tỉnh được quản lý bởi một thống đốc hoặc một phó thống đốc. Bảng sau đây liệt kê diện tích và dân số của các tỉnh (nhưng không bao gồm các bang phụ thuộc của người bản địa):
| Tỉnh Ấn Độ thuộc Anh    | Diện tích (nghìn dặm vuông) | Dân số     | Lãnh đạo quản lý      |
| ----------------------- | --------------------------- | ---------- | --------------------- |
| Miến Điện               | 170                         | 9,000,000  | Phó Thống đốc         |
| Bengal                  | 151                         | 75,000,000 | Phó Thống đốc         |
| Madras                  | 142                         | 38,000,000 | Thống đốc và Hội đồng |
| Bombay                  | 123                         | 19,000,000 | Thống đốc và Hội đồng |
| Các tỉnh thống nhất     | 107                         | 48,000,000 | Phó Thống đốc         |
| Tỉnh Trung tâm và Berar | 104                         | 13,000,000 | Cao ủy                |
| Punjab                  | 138                         | 20,000,000 | Phó Thống đốc         |
| Assam                   | 49                          | 6,000,000  | Cao ủy                |

### Các tỉnh nhỏ
Ngoài ra, có một số tỉnh được quản lý bởi một Cao ủy:
| Tỉnh nhỏ                    | Diện tích (nghìn dặm vuông) | Dân số (nghìn người) | Chức danh lãnh đạo                                                 |
| --------------------------- | --------------------------- | -------------------- | ------------------------------------------------------------------ |
| Tỉnh Biên giới Tây Bắc      | 16                          | 2,125                | Cao ủy                                                             |
| Baluchistan                 | 46                          | 308                  | Đặc ủy Chính trị Anh tại Baluchistan nằm quyền mặc nhiên là Cao ủy |
| Coorg                       | 1.6                         | 181                  | Thường trú Anh tại Mysore nằm quyền mặc nhiên là Cao ủy            |
| Ajmer-Merwara               | 2.7                         | 477                  | Đặc ủy Chính trị Anh tại Rajputana nằm quyền mặc nhiên là Cao ủy   |
| Quần đảo Andaman và Nicobar | 3                           | 25                   | Cao ủy                                                             |

### Aden
Với tư cách là Khu định cư Aden, một vùng phụ thuộc Xứ chủ quản Bombay từ năm 1839 đến năm 1932; trở thành tỉnh thuộc Cao ủy vào năm 1932; tách khỏi Ấn Độ và trở thành Thuộc địa Hoàng gia Aden vào năm 1937.

## Phân chia và độc lập (1947)
Vào thời điểm độc lập năm 1947, Ấn Độ thuộc Anh có 17 tỉnh:
- Ajmer-Merwara
- Quần đảo Andaman and Nicobar
- Assam
- Baluchistan
- Bengal
- Bihar
- Bombay
- Tỉnh Trung tâm và Berar
- Coorg
- Delhi
- Madras
- Biên giới Tây Bắc
- Orissa
- Panth-Piploda
- Punjab
- Sind
- Các tỉnh thống nhất

Khi Ấn Độ bị phân chia thành hai quốc gia: Lãnh thổ tự trị Ấn Độ (Ấn Độ) và Lãnh thổ tự trị Pakistan (Pakistan), mười một tỉnh (Ajmer-Merwara-Kekri, Quần đảo Andaman và Nicobar, Bihar, Bombay, Tỉnh Trung tâm và Berar, Coorg, Delhi, Madras, Panth-Piploda, Orissa và Các tỉnh thống nhất) gia nhập Ấn Độ, ba tỉnh (Baluchistan, Biên giới Tây Bắc và Sindh) gia nhập Pakistan, và ba tỉnh (Punjab, Bengal và Assam) bị phân chia giữa Ấn Độ và Pakistan.
Năm 1950, sau khi hiến pháp mới của Ấn Độ được thông qua, các tỉnh ở Ấn Độ được thay thế bằng các bang và lãnh thổ liên bang được vẽ lại. Tuy nhiên, Pakistan vẫn giữ lại năm tỉnh của mình, trong đó một tỉnh, Đông Bengal, được đổi tên thành Đông Pakistan vào năm 1956 và trở thành quốc gia độc lập Bangladesh vào năm 1971.